# Mr.Moonlight ~사랑의 빅밴드~
Mr.Moonlight ~사랑의 빅밴드~(Mr.Moonlight ~愛のビッグバンド~ 미스터 문라잇 ~아이노 빅밴드~[*])는 2001년 10월 31일에 발매된 모닝구무스메의 열세 번째 싱글이다.

## 개요
- 5기 멤버 (다카하시 아이, 콘노 아사미, 오가와 마코토, 니이가키 리사) 가입 후 첫 싱글이다. 솔로 파트는 니이가키 리사의 첫 소절뿐.

- 요시자와 히토미가 센터 포지션을 맡았다. 메인 보컬은 요시자와 히토미, 아베 나츠미, 고토 마키이며, 다른 멤버들은 코러스를 담당한다.

- 무대에서는 요시자와 히토미, 아베 나츠미, 고토 마키가 다카라즈카 가극단을 연상시키는 듯한 의상과 댄스를 선보이며, 간주 중 요시자와 히토미가 다카라즈카 가극단 여자 역할인 오가와 마코토에게 하는 대사가 있다.

- 앨범 4th「이키맛쇼이!」에는 롱 버전으로 수록되어 있으며, 곡 앞에 2분 55초에 이르는 라디오 드라마풍 프롤로그가 추가되었다.

- 2003년 4월 19일자 《오락의 신》(NTV)에서 모닝구무스메와 다카라즈카 가극단의 콜라보레이션으로 이 곡을 불렀다.

- 2004년, 층쿠♂가 앨범 TAKE1에서 셀프 커버하였다.

- 커플링곡 "팝콘 러브!" (ポップコーンラブ!)는 2000년 12월에 시작한 프로그램 《MUSIX!》(TV 도쿄)의 테마곡으로써 만들어진 곡이며, 프로그램의 MC였던 모닝구무스메(당시 10명)와 캬인의 안무도 있었다.

## 수록곡
1. Mr.Moonlight ~愛のビッグバンド~
작사, 작곡 : 층쿠 / 편곡 : 스즈키 슌스케 / 혼 어렌지 : 가와마쓰 히사요시[1]
2. ポップコーンラブ!
작사, 작곡 : 층쿠 / 편곡 : 고노 신
3. Mr.Moonlight ~愛のビッグバンド~ (Instrumental)

## 참여 뮤지션
※괄호는 트랙 번호
- 사노 야스오 - 드럼 (1)
- 와타나베 히토시 - 베이스 기타 (1)
- 스즈키 슌스케 - 기타 & 프로그래밍 (1)
- 야마모토 다쿠오 - 색소폰 (1, 2)
- 쓰카사키 요헤이 - 탬버린 (1)
- 모닝구 그랜드 오케스트라 (1)
- 층쿠 - 코러스 (1, 2), 손박자 & 발박자 (1)
- JP'S - 코러스 & 손박자 & 발박자 (1)
- 기무라 만사쿠 - 드럼 (2)
- 오키야마 유지 - 베이스 기타 (2)
- 이나바 마사히로 - 기타 (2)
- 고노 신 - 키보드 & 프로그래밍 (2)
- 나카니시 고지 - 트럼펫 (2)
- 하로하라 마사노리 - 트럼본 (2)
- 미사와 이즈미 - 퍼커션 (2)
- 롱버전 프롤로그 (1)
  - 스즈키 슌스케 - 기타 & 프로그래밍
  - 기무라 다쓰야 - 비올라
  - 도쿠나가 도모미 - 바이올린
  - 야마모토 다쿠오 - 클라리넷 & 색소폰
  - 하시모토 신 - 추가 프로그래밍
  - 다이세ー - 가드맨
  - 층쿠 - MC

## 차트
- 플래티넘 (일본 레코드 협회)
- 주간최고순위 1위 (오리콘 차트)